# ديفيد فريدمان (شاعر)
ديفيد فريدمان (بالإنجليزية: David Friedman)‏ هو شاعر أمريكي، ولد في 1938 في واشنطن العاصمة في الولايات المتحدة.